# Havanagi, Hangal
Havanagi là một làng thuộc tehsil Hangal, huyện Haveri, bang Karnataka, Ấn Độ.